# Попельжин-Завади
Попельжин-Завади (пол. Popielżyn-Zawady) — село в Польщі, у гміні Йонець Плонського повіту Мазовецького воєводства.
Населення — 198 осіб (2011).
У 1975-1998 роках село належало до Цехановського воєводства.

## Демографія
Демографічна структура станом на 31 березня 2011 року:
|          | Загалом | Допрацездатний вік | Працездатний вік | Постпрацездатний вік |
| -------- | ------- | ------------------ | ---------------- | -------------------- |
| Чоловіки | 93      | 25                 | 56               | 12                   |
| Жінки    | 105     | 16                 | 54               | 35                   |
| Разом    | 198     | 41                 | 110              | 47                   |